# Olympische Sommerspiele 1956/Schwimmen – 400 m Freistil (Frauen)
Der Wettbewerb über 400 Meter Freistil der Frauen bei den Olympischen Sommerspielen 1956 in der australischen Metropole Melbourne wurde am 5. und 7. Dezember im Olympic Swimming Stadium ausgetragen.

## Teilnehmende Nationen
Insgesamt nahmen 26 Schwimmerinnen aus 13 Nationen an dem Wettbewerb teil.
| - Australien (3) - Deutschland (1) - Frankreich (3) - Japan (2) - Kanada (2) | - Mexiko (1) - Neuseeland (2) - Philippinen (1) - Südafrikanische Union (2) | - Schweden (3) - Ungarn (2) - Vereinigte Staaten (3) - Vereinigtes Königreich (1) |

## Rekorde

### Bisherige Rekorde
| Weltrekord         | Lorraine Crapp | Australien | 4:47,2 min | Sydney, Australien | 20. Oktober 1956 |
| Olympischer Rekord | Valéria Gyenge | Ungarn     | 5:12,1 min | Helsinki, Finnland | 2. August 1952   |

### Neue Rekorde
Während des Wettkampfs wurden folgende Rekorde aufgestellt:
| Datum   | Rennen    | Name           | Nation             | Zeit       | OR | WR |
| ------- | --------- | -------------- | ------------------ | ---------- | -- | -- |
| 5. Dez. | Vorlauf 2 | Marley Shriver | Vereinigte Staaten | 5:07,6 min | OR | –  |
| 5. Dez. | Vorlauf 3 | Dawn Fraser    | Australien         | 5:02,5 min | OR | –  |
| 5. Dez. | Vorlauf 4 | Lorraine Crapp | Australien         | 5:00,2 min | OR | –  |
| 7. Dez. | Finale    | Lorraine Crapp | Australien         | 4:54,6 min | OR | –  |

## Vorläufe
Am 5. Dezember fanden vier Vorläufe statt. Die acht schnellsten Schwimmerinnen aller Vorläufe qualifizierten sich für das zwei Tage später stattfindende Finale.

### Vorlauf 1

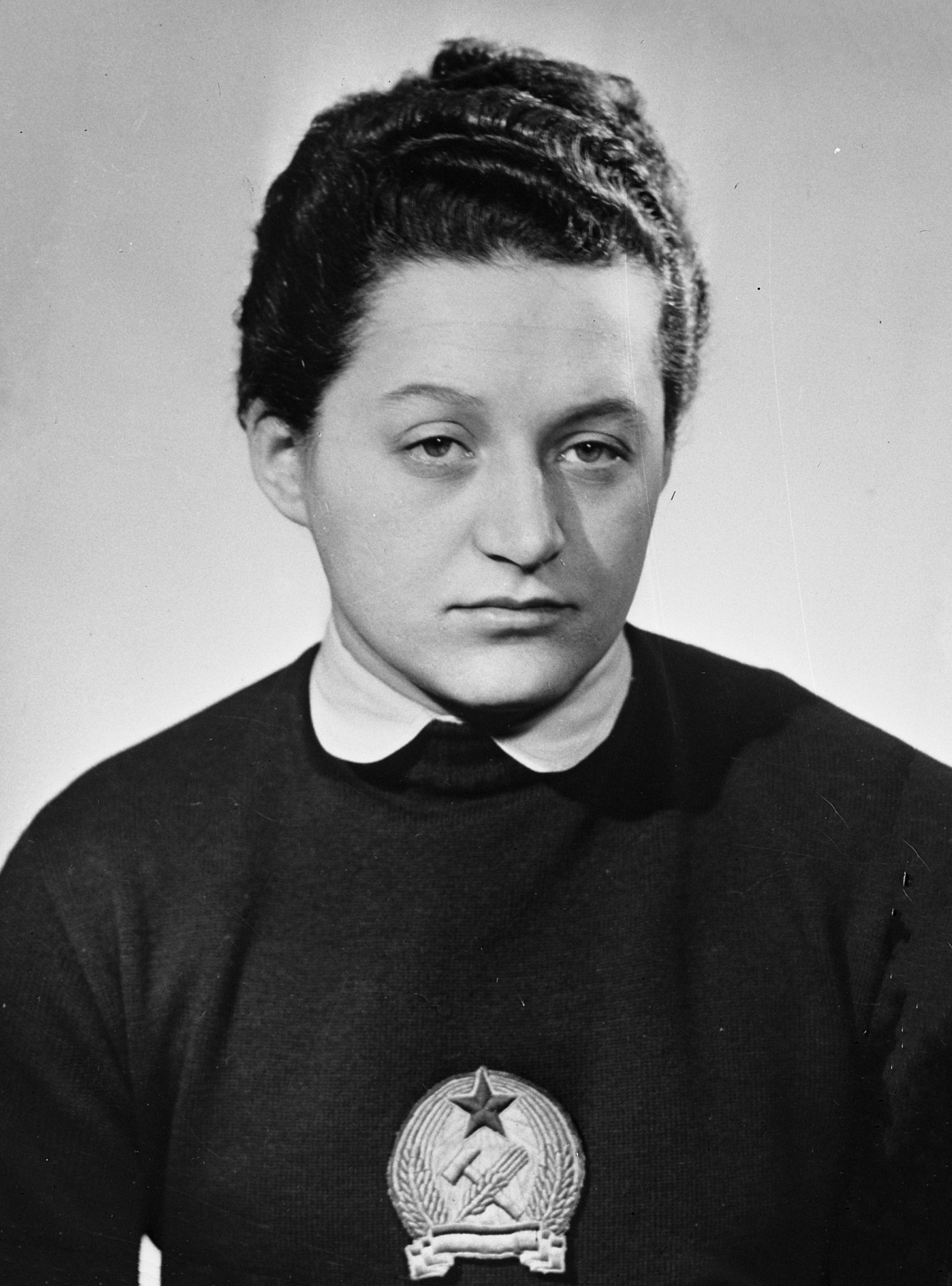
Valéria Gyenge (1)

| Rang | Name             | Nation      | Zeit       |
| ---- | ---------------- | ----------- | ---------- |
| 1    | Valéria Gyenge   | Ungarn      | 5:14,2 min |
| 2    | Héda Frost       | Frankreich  | 5:14,4 min |
| 3    | Karin Larsson    | Schweden    | 5:18,3 min |
| 4    | Beth Whittall    | Kanada      | 5:21,7 min |
| 5    | Winifred Griffin | Neuseeland  | 5:31,0 min |
| 6    | Gertrudes Lozada | Philippinen | 5:34,2 min |

### Vorlauf 2
Die US-Amerikanerin Marley Shriver verbesserte der olympischen Rekord um 4,5 s auf 5:07,6 min.
| Rang | Name               | Nation             | Zeit       |
| ---- | ------------------ | ------------------ | ---------- |
| 1    | Marley Shriver     | Vereinigte Staaten | 5:07,6 min |
| 2    | Sandra Morgan      | Australien         | 5:07,8 min |
| 3    | Ingrid Künzel      | Deutschland        | 5:20,8 min |
| 4    | Gladys Priestley   | Kanada             | 5:27,5 min |
| 5    | Anita Hellström    | Schweden           | 5:29,2 min |
| 6    | Viviane Gouverneur | Frankreich         | 5:29,7 min |

### Vorlauf 3
Die Australierin Dawn Fraser verbesserte den erst im zuvor durchgeführten Vorlauf aufgestellten olympischen Rekord nochmals um 5,1 s auf die neue Bestzeit von 5:02,5 min.
| Rang | Name              | Nation                | Zeit       |
| ---- | ----------------- | --------------------- | ---------- |
| 1    | Dawn Fraser       | Australien            | 5:02,5 min |
| 2    | Sylvia Ruuska     | Vereinigte Staaten    | 5:10,3 min |
| 3    | Ripszima Székely  | Ungarn                | 5:10,5 min |
| 4    | Susan Roberts     | Südafrikanische Union | 5:16,8 min |
| 5    | Colette Thomas    | Frankreich            | 5:23,9 min |
| 6    | Birgitta Wängberg | Schweden              | 5:27,0 min |
| 7    | Eiko Wada         | Japan                 | 5:27,2 min |

### Vorlauf 4
Frasers Teamkameradin Lorraine Crapp verbesserte den olympischen Rekord noch einmal: Die neue Rekordzeit von 5:00,2 min sollte aber nur bis zum Finale bestehen bleiben.
| Rang | Name            | Nation                | Zeit       |
| ---- | --------------- | --------------------- | ---------- |
| 1    | Lorraine Crapp  | Australien            | 5:00,2 min |
| 2    | Susan Gray      | Vereinigte Staaten    | 5:16,7 min |
| 3    | Natalie Myburgh | Südafrikanische Union | 5:16,8 min |
| 4    | Marrion Roe     | Neuseeland            | 5:18,5 min |
| 5    | Margaret Girvan | Großbritannien        | 5:23,6 min |
| 6    | Gilda Aranda    | Mexiko                | 5:24,2 min |
| 7    | Yukiko Otaka    | Japan                 | 5:28,7 min |

## Finale
Das Finale fand am 7. Dezember statt. Mit der Siegerzeit von 4:54,6 min stellte die Australierin Lorraine Crapp einen neuen olympischen Rekord auf: Sie verbesserte ihre eigene Bestzeit, aufgestellt im vierten Vorlauf, um weitere 5,6 Sekunden.
| Rang | Name             | Nation             | Zeit       |
| ---- | ---------------- | ------------------ | ---------- |
| 1    | Lorraine Crapp   | Australien         | 4:54,6 min |
| 2    | Dawn Fraser      | Australien         | 5:02,6 min |
| 3    | Sylvia Ruuska    | Vereinigte Staaten | 5:07,1 min |
| 4    | Marley Shriver   | Vereinigte Staaten | 5:12,9 min |
| 5    | Ripszima Székely | Ungarn             | 5:14,2 min |
| 6    | Sandra Morgan    | Australien         | 5:14,3 min |
| 7    | Héda Frost       | Frankreich         | 5:15,4 min |
| 8    | Valéria Gyenge   | Ungarn             | 5:21,0 min |